# یهوآش یهودا
یهوآش یهودا (یونانی: Ιωας) هشتمین پادشاه از پادشاهی یهودا و تنها پسر آحاز یهودا پس از قتل‌عام خانواده سلطنتی به دستور مادربزرگش، آتالیا بود.